# Huty
Huty este o comună slovacă, aflată în districtul Liptovský Mikuláš din regiunea Žilina. Localitatea se află la altitudinea de 789 m deasupra n.m., se întinde pe o suprafață de 11,57 km2 și în 2017 număra 173 de locuitori.

## Istoric
Localitatea Huty este atestată documentar din 1545.

## Demografie
| An:                | 1994 | 2004   | 2014    | 2024    |
| ------------------ | ---- | ------ | ------- | ------- |
| Număr de persoane: | 223  | 229    | 177     | 142     |
| Diferență:         |      | +2,69% | −22,70% | −19,77% |

| An:                | 2023 | 2024   |
| ------------------ | ---- | ------ |
| Număr de persoane: | 144  | 142    |
| Diferență:         |      | −1,38% |